# Кубок Білорусі з футболу 1999—2000
Кубок Білорусі з футболу 1999–2000 — 9-й розіграш кубкового футбольного турніру в Білорусі. Титул вдруге здобула Славія-Мозир.

## Календар
| Раунд        | Дата              | Матчі | Клуби   |
| ------------ | ----------------- | ----- | ------- |
| Перший раунд | 18-20 липня 1999  | 13    | 29 → 16 |
| 1/8 фіналу   | 1-17 жовтня 1999  | 8     | 16 → 8  |
| 1/4 фіналу   | 3 травня 2000     | 4     | 8 → 4   |
| 1/2 фіналу   | 19-20 травня 2000 | 2     | 4 → 2   |
| Фінал        | 28 травня 2000    | 1     | 2 → 1   |

## Перший раунд
| Команда 1                | Рахунок      | Команда 2                  |
| ------------------------ | ------------ | -------------------------- |
| 18 липня 1999            |              |                            |
| Торпедо (Жодино) (2)     | 0:3          | Німан-Белкард              |
| ЗЛіН (Гомель) (2)        | 2:0          | Торпедо-Кадино (Могильов)  |
| Озерці (Глибоке) (3)     | 1:4          | Динамо (Мінськ)            |
| Рогачов (2)              | 1:3 дч       | Нафтан-Девон               |
| Комунальник (Слонім) (2) | 0:7          | Гомель                     |
| Пінськ-900 (2)           | 0:2          | Динамо (Берестя)           |
| Забудова (Чисть) (3)     | 2:4          | Локомотив-96 (Вітебськ)    |
| Керамік (Береза) (2)     | 1:2          | Дніпро-Трансмаш (Могильов) |
| Неман (Мости) (2)        | 0:2          | Славія-Мозир               |
| Ведрич-97 (Річиця) (2)   | 1:1 пен. 3:4 | Свіслоч-Кровля (Осиповичі) |
| Граніт (Мікашевичі) (2)  | 2:0          | Шахтар (Солігорськ)        |
| Полісся (Козенки) (2)    | 0:6          | Білшина                    |
| 20 липня 1999            |              |                            |
| Лунинець (3)             | 3:4          | БАТЕ                       |

## 1/8 фіналу
| Команда 1                  | Рахунок      | Команда 2                  |
| -------------------------- | ------------ | -------------------------- |
| 1 жовтня 1999              |              |                            |
| Білшина                    | 3:1          | ЗЛіН (Гомель) (2)          |
| Локомотив-96 (Вітебськ)    | 0:0 пен. 4:3 | Динамо (Мінськ)            |
| Динамо (Берестя)           | 1:0          | Дніпро-Трансмаш (Могильов) |
| Німан-Белкард              | 4:1          | Молодечно                  |
| Свіслоч-Кровля (Осиповичі) | 1:3          | Торпедо-МАЗ (Мінськ)       |
| Ліда                       | 2:0          | Граніт (Мікашевичі) (2)    |
| 17 жовтня 1999             |              |                            |
| БАТЕ                       | 0:1          | Гомель                     |
| Славія-Мозир               | 3:2          | Нафтан-Девон               |

## 1/4 фіналу
| Команда 1            | Рахунок      | Команда 2               |
| -------------------- | ------------ | ----------------------- |
| 3 травня 2000        |              |                         |
| Білшина              | 2:1          | Локомотив-96 (Вітебськ) |
| Динамо (Берестя)     | 0:6          | Славія-Мозир            |
| Торпедо-МАЗ (Мінськ) | 0:0 пен. 4:2 | Німан-Белкард           |
| Гомель               | 3:0 дч       | Ліда                    |

## 1/2 фіналу
| Команда 1            | Рахунок | Команда 2 |
| -------------------- | ------- | --------- |
| 19 травня 2000       |         |           |
| Славія-Мозир         | 3:0     | Гомель    |
| 20 травня 2000       |         |           |
| Торпедо-МАЗ (Мінськ) | 1:0     | Білшина   |

## Фінал
| 28 травня 2000 |

| Торпедо-МАЗ (Мінськ) | 1:2      | Славія-Мозир               |
| -------------------- | -------- | -------------------------- |
| Омельянчук 43'       | Протокол | Стрипейкіс 77' Василюк 90' |

| Стадіон «Динамо», Мінськ Глядачів: 4 000 Арбітр: Олег Чикун |